# Härdat glas

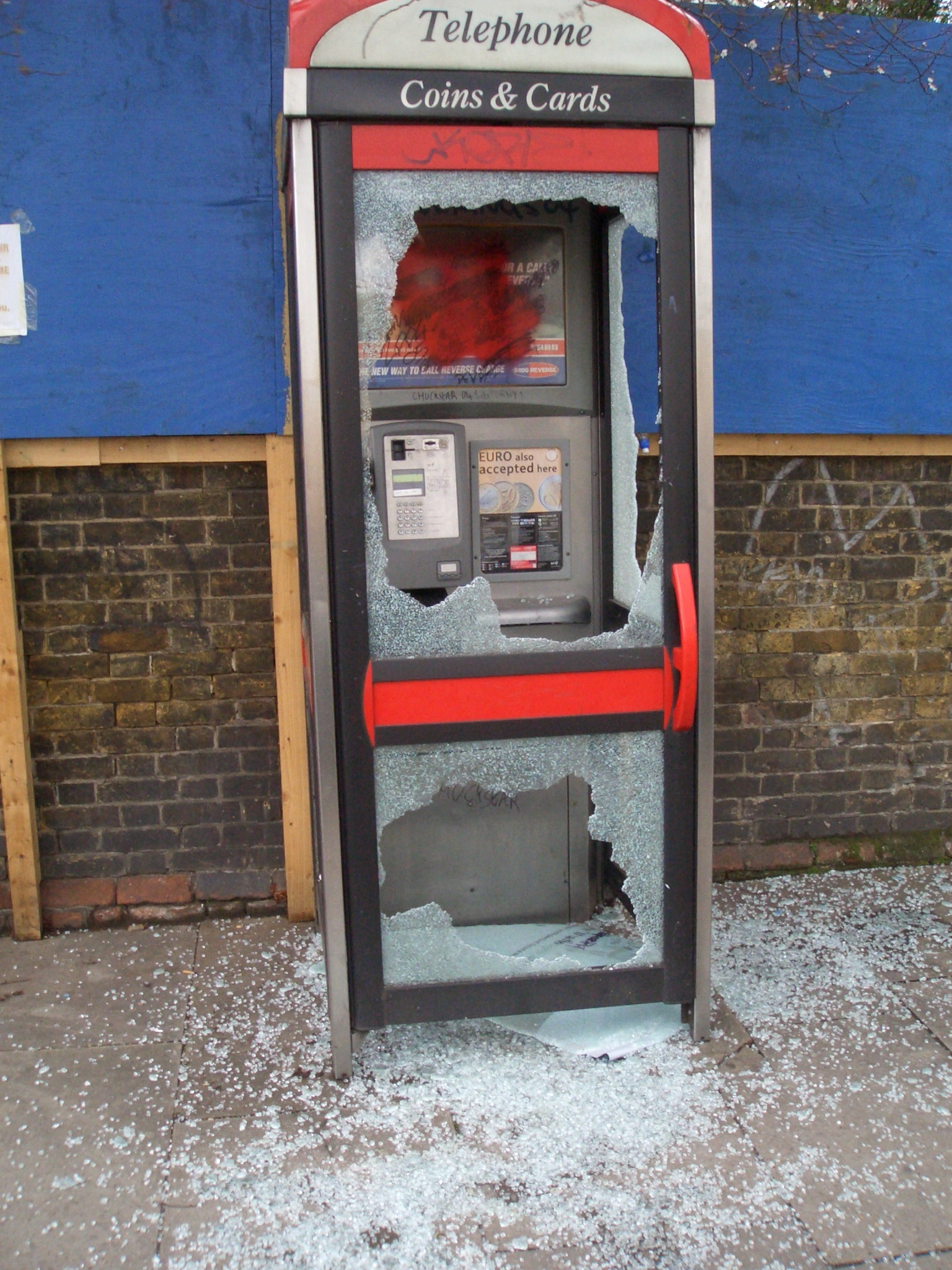

Härdat glas, glas tillverkat med snabb avkylning, se härdning. Ibland ser man även benämningen tempererat glas efter det engelska namnet tempered glass. Härdat glas innehåller mekaniska spänningar och är därför mer slagtåligt än enkelt glas, men om glaset utsätts för ett tryck som övervinner spänningarna så spricker hela glaskroppen i små bitar, vilket minskar personskaderisken, jämfört med de långa, vassa skärvorna som uppstår när ohärdat glas går sönder.
Glaset kallas ofta för säkerhetsglas eftersom det uppfyller de säkerhetskrav som ställs på glas i i utsatta miljöer. I hemmiljöer kan det till exempel handla om glasräcken eller fönsterglas som är placerade med risk för personskador. I offentliga miljöer används mycket härdat glas på grund av dess säkerhetsegenskaper. 
Härdat glas kan inte skäras eller borras, även kantbearbetning och slipning bör undvikas.
Härdat glas används till bland annat dryckesglas, busskurer, sidorutor på bilar, förutom framrutan, som oftast är av laminerat glas. 